# Agrupació (asseguradora)

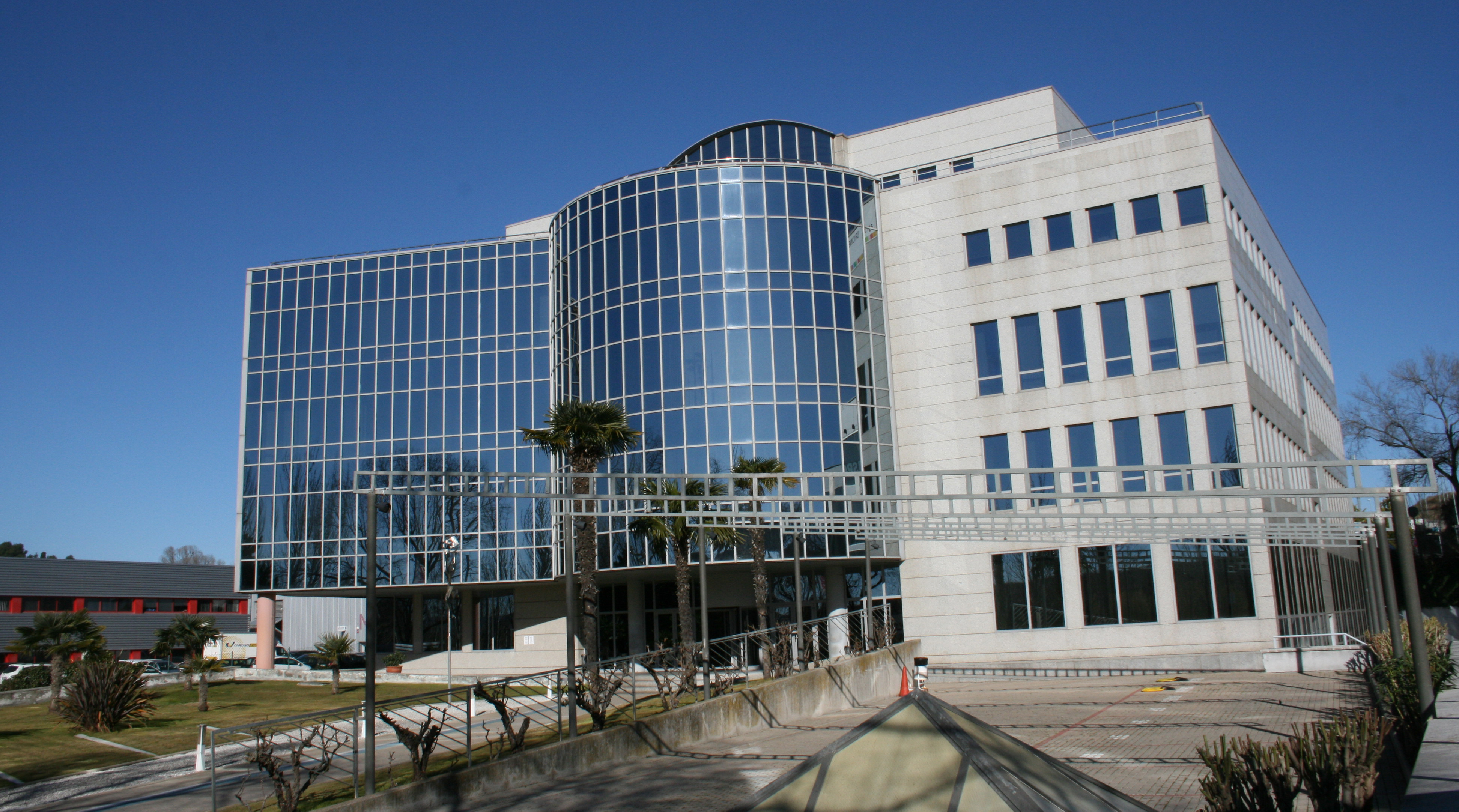
Seu central d'Agrupació a Ctra. Rubí, 72-74. Edifici Horizon, 08174 Sant Cugat del Vallès (Barcelona)

Agrupació, oficialment Agrupació AMCI d'Assegurances i Reassegurances,S A, és una companyia asseguradora catalana integrada en el Grup internacional RACC-ACM. La companyia està especialitzada en assegurances per a persones. Segons el web corporatiu, compta amb 450 treballadors, més de 700 assessors i mediadors i més de 36.000 professionals i centres mèdics de referència. Ofereix cobertura d'assegurances de previsió personal (Salut, Accidents, Decessos, Dependència, Vida, Estalvi i Pensions) i rams diversos (Llar, Automòbil, Comunitats, etc.), amb més de 300.000 assegurats.

## Història

### 1902: els orígens
El 1902 va ser fundada Agrupació Mútua del Comerç i de la Indústria a Figueres, amb l'objectiu d'ajudar la vídua d'un viatjant de comerç a superar la seva situació econòmica. L'entitat va ser pionera del mutualisme modern per donar resposta a una situació de manca de protecció social a Espanya a inicis del segle xx.

### 1921-1939: la primera etapa i la Guerra Civil
De 1921 a 1936, l'entitat supera moltes dificultats pròpies de l'època i consolida unes bases sòlides com a organització. Quan esclata la Guerra Civil Espanyola, el 1936, Agrupació Mútua s'esforça per intentar mantenir el seu funcionament normal. Durant la guerra, de 1936 a 1939, Agrupació Mútua cobreix els drets generals dels socis, sense tenir en compte el seu bàndol.

### 1940-1959: la postguerra i la consolidació
Després de superar el desequilibri econòmic de la crisi generada per la guerra prenent mesures per assegurar la solidesa de l'entitat, Agrupació Mútua aconsegueix incrementar el nombre de socis i consolidar-se, arribant als 50.000 socis el 1958.

### 1960-1984: el creixement definitiu i la Llei d'ordenació de l'assegurança privada
Durant aquest període, Agrupació Mútua es consolida com una gran mútua de previsió social, arribant a superar els 150.000 socis durant la dècada dels 70. L'entitat viu la seva pròpia transició, en paral·lel a la d'Espanya, durant els següents deu anys, per arribar el 1984 (promulgació de la Llei d'ordenació de l'assegurança privada) amb més de 250.000 socis.

### 1984- 1993: la transformació de l'antic mutualisme i el naixement de la Fundació
La Llei exigeix un determinat nivell de solvència: fons mutuals mínims i reserves tècniques que cobreixin les prestacions assegurades. És la fi del vell mutualisme i implica una nova transició i transformació jurídica. Tot es concreta el 1992 en uns nous Estatuts per a Agrupació Mútua. La nova personalitat jurídica com a mútua d'assegurances i reassegurances a prima fixa serà ratificada per l'assemblea extraordinària de 1993 i aprovada per la Direcció General d'Assegurances el 1994.
A l'Assemblea General celebrada el 28 de març de 1993 els socis aproven la constitució de la Fundació amb l'objectiu de potenciar l'acció social de l'entitat cap al seu col·lectiu i, al mateix temps, procurar pel benestar i la cooperació social per motivar i desenvolupar un veritable sentit de solidaritat i d'humanisme pràctic.

### 2009-2012: la intervenció, la fusió amb RACC-ACM i la nova Agrupació
L'entitat és intervinguda el 16 d'octubre de 2009 per la Direcció General d'Assegurances i Fons de Pensions, organisme depenent del Ministeri d'Economia espanyol, a causa de la situació financera generada per la seva participació en negocis immobiliaris.
Des del 2011, es procedeix a buscar inversors per assegurar la viabilitat de l'entitat. El Grup RACC-ACM mostra un interès ferm i els socis aproven, en Assemblea General de juny de 2012, l'operació de fusió de la mútua amb una companyia participada conjuntament per RACC i ACM. Amb això, l'entitat va engegar el procés de transformació en societat anònima, mantenint una filosofia mutual i associativa. El desembre de 2012, el procés de fusió per absorció d'Agrupació Mútua culmina amb la inscripció de l'escriptura de fusió en el Registre Mercantil de Barcelona, amb l'autorització prèvia del Ministeri d'Economia i Competitivitat i es constitueix Agrupació AMCI d'Assegurances i Reassegurances, SA, en la qual els mutualistes d'Agrupació Mútua es converteixen en accionistes. Neix la nova Agrupació SA, amb un nivell de solvència més que assegurat i amb la missió de ser la plataforma del negoci d'assegurances personals del Grup internacional Crédit Mutuel-CIC a Espanya.
Convertida en societat anònima, Agrupació queda controlada en un 60% per ACM, RACC té el 10%, RACC Assegurances -l'empresa conjunta del club i la companyia francesa- el 20% i els antics mutualistes convertits en accionistes el 10%.

Actualment l'eslògan corporatiu d'Agrupació, “Assegurances en persona”, fa tangible aquesta vocació que es trasllada a una oferta asseguradora integral, feta pensant en les necessitats de les persones d'avui.
Agrupació traslladarà la seva seu central de Barcelona (Gran Via de les Corts Catalanes, 621) a Sant Cugat, a l'Edifici Horizon, un modern centre on s'aglutinarà tota l'organització. L'edifici Horizon és propietat d'Agrupació i l'activitat de totes les àrees de l'asseguradora s'integrarà així en un nou centre neuràlgic, adaptat a les necessitats del segle xxi, que permetrà lliurar un servei més àgil als assegurats de la companyia. Agrupació seguirà donant servei a les sucursals de Barcelona ubicades a Gran Via, 652 i Av. Madrid, 9.